# Lý Nhân Phúc
Lý Nhân Phúc (tiếng Trung: 李仁福, ?-10 tháng 3 năm 933), là một quân phiệt người Đảng Hạng vào thời Ngũ Đại Thập Quốc. Ông cai quản Định Nan quân từ năm 909 hoặc 910 đến khi qua đời vào năm 933, với chức vụ tiết độ sứ.

## Thân thế
Lý Nhân Phúc thuộc Thác Bạt thị, cùng thị tộc với quân phiệt Lý Tư Cung (nguyên tên Thác Bạt Tư Cung) thời Đường mạt, tức tiết độ sứ người Đảng Hạng đầu tiên của Định Nan, và do đó thuộc dân tộc Đảng Hạng. Không rõ về mối quan hệ giữa ông và Lý Tư Cung, Cựu Ngũ Đại sử thể hiện rằng ông cũng nhận họ Lý của hoàng tộc Đường khi Lý Tư Cung được ban họ này do có công trong việc bình loạn Hoàng Sào; trong khi Tư trị thông giám chép rằng ông là 'tộc phụ' của Lý Di Xương- người kế nhiệm đệ của Lý Tư Cung là Lý Tư Gián, song quan hệ giữa Lý Di Xương và Lý Tư Cung cũng không đồng nhất giữa các nguồn khác nhau. (Mô tả trong Tống sử về Lý Nhân Phúc thì cho rằng chữ "nhân" thuộc bậc dưới của chữ "di", song các con của Lý Nhân Phúc cũng có chữ "di" trong tính danh.)
Tháng 2 ÂL năm Nhâm Ngọ (910) (theo Tư trị thông giám) hoặc năm 909 (theo Cựu Ngũ Đại sử và Tân Ngũ Đại sử) Đô chỉ huy sứ Cao Tông Ích (高宗益) tiến hành binh biến và sát hại Lý Di Xương. Tướng lại Định Nan giết Cao Tông Ích và tôn Phiên-Hán đô chỉ huy sứ Lý Nhân Phúc làm soái. Lý Nhân Phúc sau đó tấu lại tình hình cho Hậu Lương Thái Tổ Chu Toàn Trung, đến ngày Giáp Tý (5) tháng 4 (16 tháng 5), Hoàng đế bổ nhiệm Lý Nhân Phúc làm Định Nan tiết độ sứ, kiểm hiệu tư không.

## Làm tiết độ sứ

### Thời Hậu Lương
Tháng 7 ÂL cùng năm, một kình địch của Hậu Lương là Kỳ vương Lý Mậu Trinh cùng hai tiết độ sứ dưới quyền là Tĩnh Nan tiết độ sứ Lý Kế Huy và Chương Nghĩa tiết độ sứ Lưu Tri Tuấn khiển sứ cáo với Tấn vương Lý Tồn Úc (một kình địch khác của Hậu Lương), thỉnh hợp binh đánh Định Nan của Lý Nhân Phúc. Lý Tồn Úc khiển Chấn Vũ tiết độ sứ Chu Đức Uy đem binh đến hội cùng quân Kỳ. Liên quân gồm năm vạn bao vây thủ phủ của Định Nan là Hạ châu (夏州). Lý Nhân Phúc anh thành cự thủ. Tháng sau, Lý Nhân Phúc cáo cấp với triều đình Hậu Lương, đến ngày Giáp Thân (27) cùng tháng (3 tháng 10), Hậu Lương Thái Tổ sai Giáp mã chỉ huy sứ Lý Ngộ (李遇) và Lưu Oản (劉綰) đi cứu Lý Nhân Phúc. Sang tháng 9 ÂL, khi bọn Lý Ngộ đến Hạ châu, quân Kỳ và quân Tấn bỏ bao vây và triệt thoái. Vì có công chống đỡ quân Kỳ và Tấn, Hậu Lương Thái Tổ phong vượt cấp cho Lý Nhân Phúc làm kiểm hiệu thái bảo, đồng bình chương sự.

### Thời Hậu Đường
Năm 923, Hậu Đường Trang Tông Lý Tồn Úc tiêu diệt Hậu Lương. Trong những năm Trinh Minh-Long Đức (915-923) thời Hậu Lương và Đồng Quang (923-926) thời Hậu Đường, Lý Nhân Phúc được thêm các chức kiểm hiệu thái sư, kiêm trung thư lệnh, được phong tước Sóc Phương vương. Theo ghi chép thì trong nhiều năm, các trấn ở Hà Tây tấu với triều đình Hậu Đường rằng Lý Nhân Phúc ngầm qua lại với Khiết Đan (kình địch của Hậu Đường ở phía bắc), triều đình lo sợ họ liên minh đánh Hà Tây-Lũng Hữu và Quan Trung. (Tuy nhiên, sau khi Lý Nhân Phúc mất, một số người biết sự tình nói rằng Lý Nhân Phúc tung tin đồn như vậy vì sợ triều đình Hậu Đường chuyển ông đến nơi khác.)
Ngày Mậu Ngọ (12) tháng 2 năm Quý Tị (10 tháng 3 năm 933), Lý Nhân Phúc mất, sau đó trong quân lập con ông là Lý Di Siêu làm lưu hậu. Trong cùng năm, ông được Hậu Đường Minh Tông Lý Tự Nguyên truy phong là Quắc vương (虢王).
Sau đó, do tin vào tin đồn rằng Lý Nhân Phúc ngầm qua lại với Khiết Đan, Hậu Đường Minh Tông cố gắng chuyển Lý Di Siêu đến Chương Vũ (彰武, trị sở nay thuộc Diên An, Thiểm Tây) trong khi chuyển Chương Vũ tiết độ sứ An Tòng Tiến đến Định Nan. Nỗ lực này thất bại, gia tộc của Lý Nhân Phúc từ đó cát cứ Định Nan cho đến hết thời Ngũ Đại Thập Quốc.